# Inuyama

Localização de Inuyama na província de Aichi

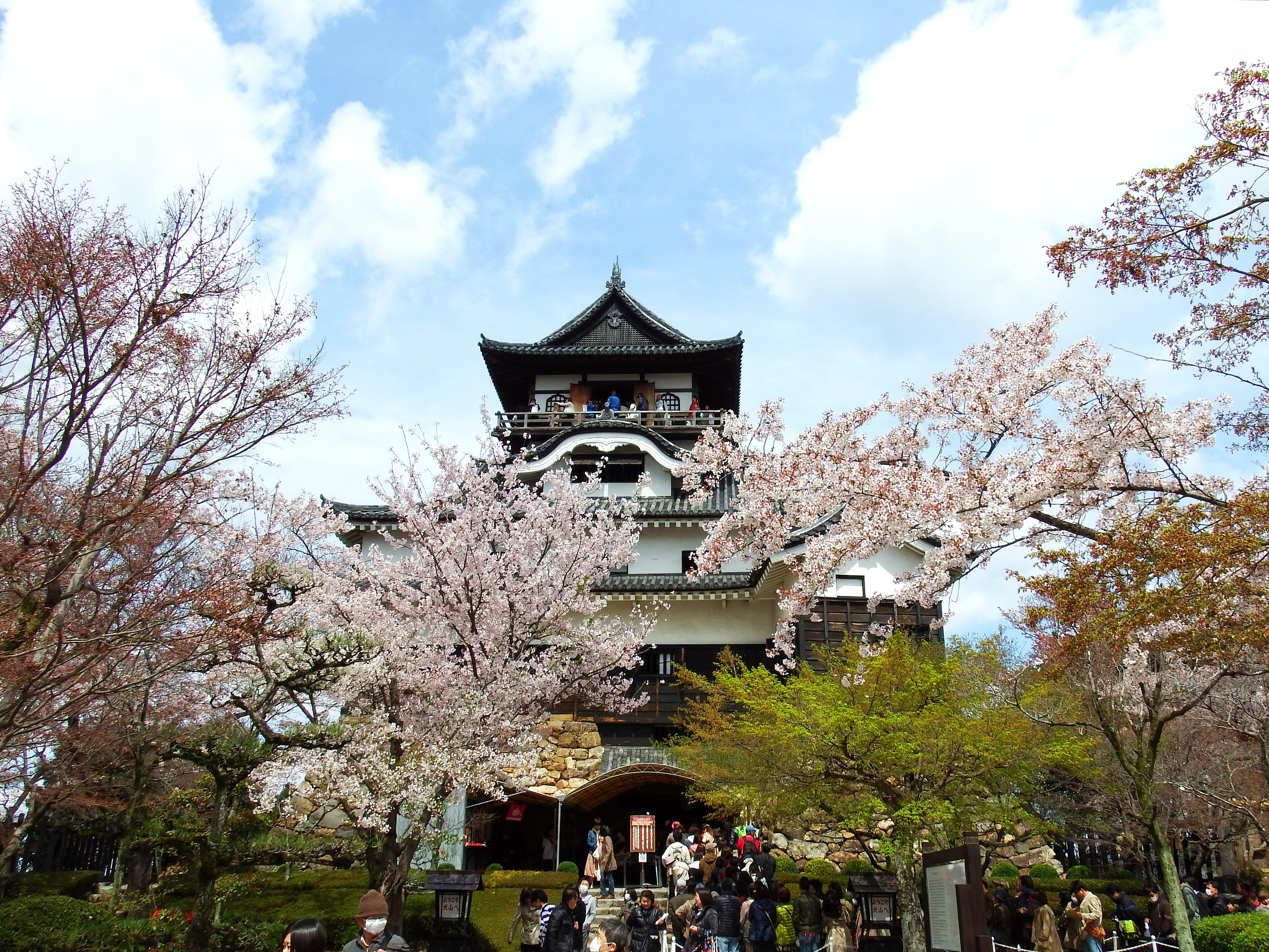
Principal fortaleza do Castelo de Inuyama (3 de Outubro de 2001)

Inuyama (犬山市; -shi)  é uma cidade japonesa localizada na província de Aichi, perto de Nagoya.
Em 2003 a cidade tinha uma população estimada em 73 247 habitantes e uma densidade populacional de 977,02 h/km². Tem uma área total de 74,97 km².
Recebeu o estatuto de cidade a 1 de Abril de 1954.
Existe um conjunto apreciável de atracções turísticas na cidade e nos seus arredores. O mais concorrida será, com certeza, o Castelo de Inuyama (犬山城 inu-yama-jō) numa elevação de 40 metros sobre o rio Kiso.

## Etimologia
Inuyama é a aglotinação das palavras inu (cão) + yama (monte), o que traduzido para português significa Monte do Cão.

## Transportes

### Ferrovias
- Meitetsu
  - Linha Inuyama
  - Linha Komaki
  - Linha Hiromi

### Rodovias
- Rodovias expressas
  - Rodovia Expressa Tōmei (Komaki IC (24) - Komaki)
  - Rodovia Expressa Chūō (Komaki Higashi IC (32) - Komaki)
- Rodovias Nacionais
  - Rodovia Nacional Rota 41 (Meinō bypass)

## Turismo
Outra atracção famosa é o jardim do chá Urakuen usado para a cerimónia do chá. É neste jardim que se situa a casa de chá Joan, construída em 1618 por Oda Uraku 1547-1621, o irmão mais novo de Oda Nobunaga. O mestre do chá Oda Uraku estudou as cerimónias com o famoso mestre do chá Sen no Rikyu. Ainda que a casa de chá Joan tenha sido construída inicialmente em Quioto, foi movida para a sua localização actual em 1972. O edifício é considerado um dos melhores exemplos da arquitectura de casas de chá.

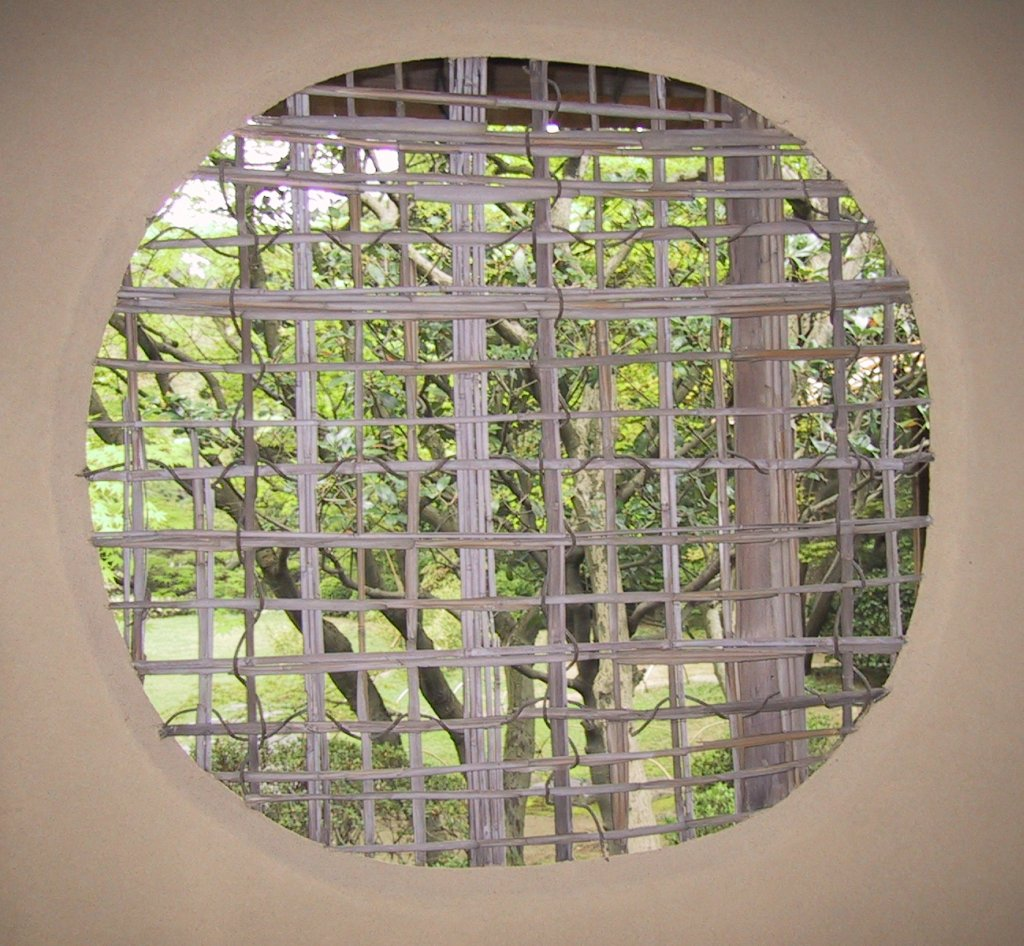
Janela da casa de chá Joan no jardim do chá Urakuen

O rio Kiso tem ainda alguns rápidos, responsáveis por uma paisagem pitoresca, a montante do castelo. Estes rápidos e as suas formações rochosas são designadas por Nihon Rhine (Reno) em honra  do rio Reno, na Alemanha. Podem-se fazer viagens de barco. Há quem faça ainda pesca com a ajuda de corvos-marinhos no rio Kiso ainda que seja apenas por motivos turísticos.
Perto de Inuyama está o Meiji Mura, um museu de arquitectura ao ar livre, para preservar a arte e a arquitectura japonesa do Período Meiji (1867-1912). Mais 60 edifícios históricos estão aí expostos numa área de cerca de 1,000,000m². O mais famoso é a entrada principal e o salão do antigo Hotel Imperial de Tóquio, desenhado por Frank Lloyd Wright e construído em 1923.

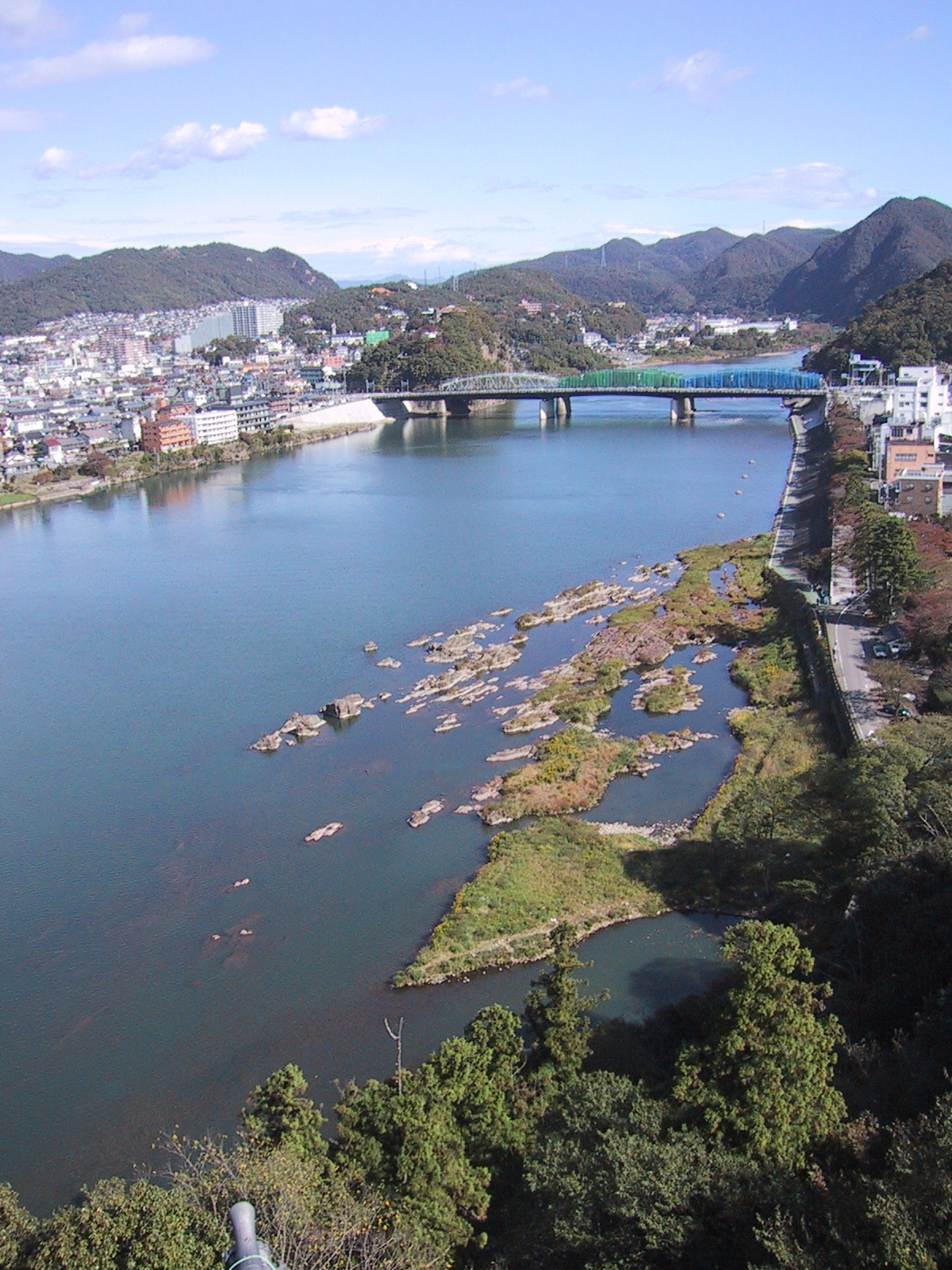
Paisagem a partir do Castelo

Outro antigo museu ao ar livre perto de Inuyama era também um parque de diversões e é chamado de "Pequeno museu do mundo humano". Neste museu antropológico encontra-se um largo acervo de edifícios construídos segundo a arquitectura vernácula de 22 países. O museu encontra-se actualmente encerrado devido a uma má gestão financeira.
Outro parque de diversões é o Parque japonês dos Macacos, com diferentes espécies de macacos, entre outras atracções.
Inuyama é também a sede do Instituto Regional de Primatas de Quioto da Universidade de Quioto, um dos principais centros de pesquisa no que diz respeito à biologia e comportamento de primatas (excluindo o ser humano, é claro). É aqui que vive o chimpanzé Ai.

## Cidades-irmãs
- Davis, Estados Unidos
- Ichinomiya, Japão
- Nichinan, Japão